# Julia Lezhneva
Julia Lezhneva, también conocida como Ioulia Mikhaïlovna Lejneva (del ruso: Юлия Михайловна Лежнева) (Yuzhno-Sajalinsk, 5 de diciembre de 1989) es una soprano de coloratura rusa.

## Biografía
Nacida en una familia de geofísicos en la isla rusa de Sajalín, situada al norte de Japón, mostró desde muy temprano talento musical. A los 11 años ya sabía que quería dedicarse a cantar ópera. Entró en la Escuela de música Gretchaninov de Moscú, después en el Conservatorio de Moscú, también denominado Conservatorio Nacional Tchaikovski, donde en 2008 obtuvo el diploma de arte vocal y de piano. A continuación estudió en la Cardiff Internacional Academy of Voice (Gales) a partir de 2008.
Desde muy joven ganó varios concursos internacionales de música: la Competition for Young Vocalists en 2006 y la 6.ª Competition for Young Opera Singers en 2007, así como la 6.º Mirjam Helin Internacional Singing Competición de Helsinki en 2009.
Desde que Marc Minkowski destacó su talento, Lezhneva comenzó a actuar en los escenarios más importantes del mundo. Su madrina es Kiri Te Kanawa, a raíz de su visita a Cardiff para impartir una clase magistral en la Academia Internacional de Voz en que Lezhneva cursaba segundo curso, y donde tuvo ocasión de oírla. En octubre de 2010, su primer premio en la Competición Internacional de Ópera de París le trajo la consagración como soprano.
En 2013 Lezhneva presentó su álbum, con Decca, denominado Alleluia, que contenía motetes de Vivaldi y otros compositores del XVIII como Händel, Mozart o Porpora, que demuestran su virtuosismo. En 2017 lanzó un álbum, también con Decca, centrado en arias de ópera de Carl Heinrich Graun en colaboración con Concerto Köln y el director Mikhail Antonenko. En el disco descubre arias escritas por este genio olvidado para las mejores artistas de su época como Giovanna Astrua, Giovanna Gasparini y el castrato Antonio Uberti llamado Porporino. Este último disco fue recomendado ese mismo año por el periódico The Guardian en el mes de abril y por la revista Forbes en noviembre.
Es considerada como la nueva Cecilia Bartolli y las alabanzas sobre su calidad técnica y vocal provienen de las voces más autorizadas en el mundo de la música clásica.

## Discografía
- Bach, Mass in B Minor. Naïve Records
- Rossini, Rossini Arias. Naïve Records, 2011
- Vivaldi, Ottone in villa – Verónica Cangemi, Sonia Prina, Julia Lezhneva, Topi Lehtipuu, Roberta Invernizzi; Il Giardino Armonico, Giovanni Antonini (director). Naïve Records RV729
- Handel, "Alessandro". Decca Classics
- Vivaldi, "L'Oracolo in Messenia". Virgin Classics
- "Alleluia" - Vivaldi, Handel, Porpora (world-premiere), Mozart - four motets, with Il Giardino Armonico/Giovanni Antonini. Decca Classics, 2013
- "Pergolesi" - Stabat Mater; Laudate pueri: Confitebor tibi domine - Duet Album with Philippe Jaroussky: Erato/Warner Classics
- "Hasse Siroe" - la primera grabación de esta ópera, opposite Max Cencic & Franco Fagioli, producida por Decca Classics
- "HANDEL" - G.F. Handel's great early works written during his trip to Italy (La Resurrezione, Il Trionfo del Tempo e del DIsinganno, Dixit Dominus, Salve regina, Apollo e Daphne, Rodrigo, Agrippina), with Il Giardino Armonico/Giovanni Antonini - DECCA Classics, 2015
- Graun, "Carl Heinrich Graun: opera arias", Decca Classics, 2017